# Müllerturm (München)
Der Müllerturm war ein Wehrturm der zweiten Stadtmauer des mittelalterlichen Münchens.

## Lage
Der Turm lag im Kreuzviertel (München) im Nordwesten der Münchner Altstadt westlich des Jungfernturms etwa an der Stelle, an der heute Rochusberg und Jungfernturmstraße aufeinandertreffen. Er lag an dem oben an der Stadtmauer verlaufenden hölzernen Hofgang, der die Münchner Residenz mit der Herzog-Max-Burg verband.

## Geschichte
Der Name „Müllerturm“ wurde 1700 erstmals erwähnt, als der Wehrturm in ein Gefängnis für niedrigere Hof- und Staatsbedienstete umgewandelt wurde. 1803 wurde der Turm auch als „Mühlenturm“ bezeichnet. Die Herkunft des Namens ist ungeklärt, da weder eine Mühle in der Nähe lag noch eine Familie namens Müller in der Nähe wohnte.
1803 wurden zuerst der Hofgang am Müllerturm und dann der Turm selber abgerissen.